# Herbert von Daniels
Herbert Eduard Ludwig Karl Hermann Ottomar Edler von Daniels (* 31. März 1895 in Arolsen oder Gotha; † 21. Dezember 1965 in Gütersloh) war ein deutscher Sport- und SS-Funktionär.

## Leben und Wirken
Herbert von Daniels trat nach dem Schulbesuch in die Preußische Armee ein. Nach der Teilnahme am Ersten Weltkrieg, in dem er mit dem Eisernen Kreuz beider Klassen und dem Verwundetenabzeichen in Schwarz ausgezeichnet wurde, verließ Daniels die Armee.
Im Juli 1935 trat Daniels offiziell in die Schutzstaffel (SS) ein (SS-Nummer 258.002), in der er am 23. Juli 1935 mit Wirkung zum 2. Juli zum Obersturmbannführer (Major/Oberstleutnant) ernannt wurde. Am 20. April 1937 wurde er SS-Standartenführer. Am 11. Oktober 1937 beantragte Daniels die Aufnahme in die NSDAP und wurde rückwirkend zum 1. Mai desselben Jahres aufgenommen (Mitgliedsnummer 6.034.799).
Am 1. Oktober 1940 wurde Daniels im Rang eines Oberregierungsrates mit Dienstsitz in Berlin und Prag Leiter der Abteilung I C (Leibesübungen) in der Amtsgruppe I (Personal) des Reichssicherheitshauptamtes (RSHA) und blieb dies bis zum 21. September 1943. Gleichzeitig war er Leiter der Reichssportschule. Zum 15. Dezember 1940 wurde er ergänzend zum „Stabsführer des Inspektors für Leibesübungen beim Reichsführer SS und Chef der Deutschen Polizei“ ernannt. Somit wurde er Leiter der Schießschule der Sicherheitspolizei/SD in Zella-Mehlis und der Sportschule der Sicherheitspolizei Pretzsch.
Nachdem Daniels älterer Bruder, der Generalleutnant Alexander Edler von Daniels, nach der Vernichtung der 6. Armee in der Schlacht um Stalingrad Anfang 1943 in sowjetische Gefangenschaft geriet und sich in dieser dem Nationalkomitee Freies Deutschland anschloss, ordnete Himmler an, dass Daniels sich an der Front bewähren sollte, um die „Schande“ seiner Familie zu büßen. Die Versetzung kam praktisch jedoch nicht mehr zu Stande, da sie zunächst von einflussreichen Freunden Daniels viele Monate hinausgezögert wurde. Vom 29. Januar bis 1. September 1944 leitete Daniels infolgedessen erneut das Amt Leibeserziehung. Danach wurde „entdeckt“, dass Daniels nicht die Qualifikation zur Führung eines Regimentes besaß. Die letzten Kriegsmonate verbrachte Daniels daher als Teilnehmer eines Kurses für Regimentskommandeure in der Panzergrenadierschule Kienschlag bei Prag.
Als SS-Angehöriger wurde Daniels mit dem SS-Ehrendolch und dem Totenkopfring der SS ausgezeichnet.

## Schriften
- „Reinhard Heydrich als nationalsozialistischer Leibeserzieher“, in: Leibesübungen und körperliche Erziehung, 1942, Heft 13–14, S. 114–117.